# Меньгеле

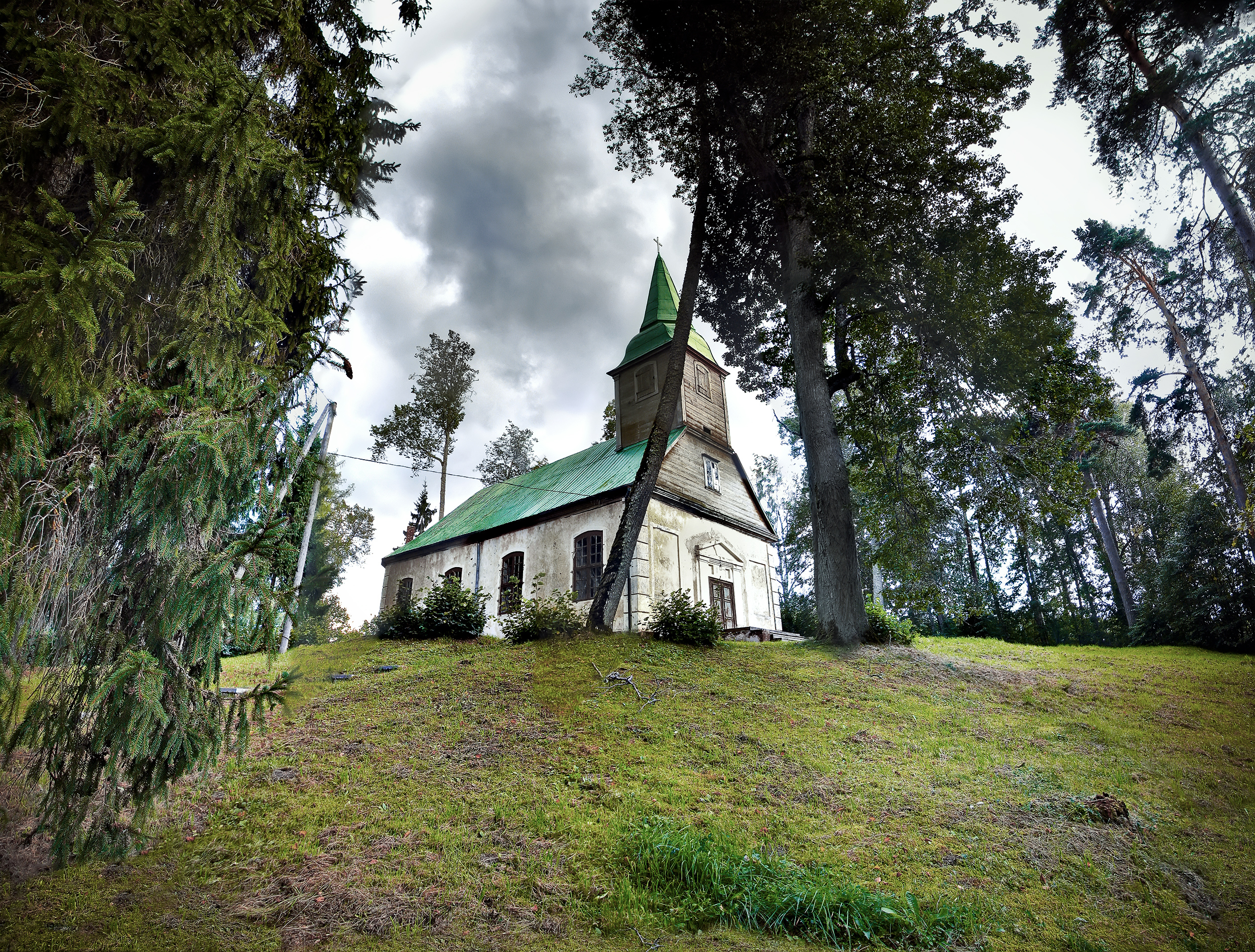
Лютеранская церковь

Ме́ньгеле (латыш. Meņģele) — населённый пункт в Огрском крае Латвии. Административный центр Меньгельской волости. Находится на левом берегу реки Огре. Расстояние до города Огре составляет около 75 км.
По данным на 2018 год, в населённом пункте проживало 275 человек. Есть волостная администрация, начальная школа, детский сад, народный дом, библиотека, почтовое отделение, магазин.

## История
В советское время населённый пункт был центром Огресличского сельсовета Огрского района. В селе располагалась центральная усадьба колхоза «Меньгеле».

## Достопримечательности
- Лютеранская церковь Меньгеле, построенная в 1795 году, имеет статус памятника архитектуры.
- Дом-музей писателя Судрабу Эджуса (действует с 1985 года).